# 3217 Seidelmann
3217 Seidelmann (1980 RK) là một tiểu hành tinh vành đai chính được phát hiện ngày 2 tháng 9 năm 1980 bởi E. Bowell ở Flagstaff (AM).